# Kizukispecht
De kizukispecht (Yungipicus kizuki, synoniem:Dendrocopos kizuki) is een vogel uit de familie Picidae (Spechten).

## Verspreiding en leefgebied
Deze soort komt voor in oostelijk Azië en telt tien ondersoorten:
- Y. k. permutatus: noordoostelijk China, zuidoostelijk Siberië en noordelijk Korea.
- Y. k. seebohmi: Sachalin en de zuidelijke Koerilen (zuidoostelijk Siberië), Hokkaido (Japan).
- Y. k. nippon: het oostelijke deel van Centraal-China, Zuid-Korea, Honshu (Japan).
- Y. k. shikokuensis: zuidwestelijk Honshu en Shikoku (Japan).
- Y. k. kizuki: Kyushu (Japan).
- Y. k. matsudairai: Yakushima en de Izu-eilanden (Japan).
- Y. k. kotataki: Tsushima en de Oki-eilanden (Japan).
- Y. k. amamii: Amani Oshima (Riukiu-eilanden (Japan)).
- Y. k. nigrescens: Okinawa-eilanden (Riukiu-eilanden (Japan)).
- Y. k. orii: Iriomote (Riukiu-eilanden (Japan)).

## Status
De grootte van de populatie is niet gekwantificeerd maar de soort wordt omschreven als vrij algemeen. Op de Rode lijst van de IUCN heeft deze soort de status niet bedreigd.